# Braian Rodríguez
Braian Damian Rodriguez Carballo (Montevideo, 14 agosto 1986) è un ex calciatore uruguaiano, di ruolo attaccante.

## Carriera
Rodriguez nel corso della sua carriera ha giocato in vari paesi del Sud America, nel paese natio, ovvero l'Uruguay, con il Cerro, Rentistas ed altre squadre minori ma soprattutto con il Peñarol; in Messico con il Tigres UANL ed attualmente il Pachuca; in Perù con l'Univ. San Martín; in Cile con l'Huachipato; in Brasile con il Grêmio ed anche in Spagna, prima con il Betis e poi in prestito con il Numancia.

## Palmarès

### Competizioni nazionali
- Campionato peruviano: 1

Universidad San Martín: 2010
- Campionato cileno: 1

Huachipato: 2012 (C)

### Competizioni internazionali
- CONCACAF Champions League: 1

Pachuca: 2016-2017